# Université nationale de pédagogie de Gyeongin (métro d'Incheon)
Université nationale de pédagogie de Gyeongin (hangeul : 경인교대입구 ; hanja : 京仁敎大入口 et officiellement en anglais : Gyeongin National University of Education) est une station de passage de la ligne 1 du métro d'Incheon. Elle est située au 1094 Gyeongmyeongdaero Jiha, arrondissement de Gyeyang-gu dans la ville d'Incheon, à l'ouest de Séoul, en Corée du Sud.
Ouverte en 1999, elle est desservie par les rames omnibus qui circulent sur la ligne. Depuis 2010 la billetterie est fondue dans celle du métro de Séoul.

## Situation sur le réseau

Plan du réseau du métro de Séoul (2023)

La station souterraine Université nationale de pédagogie de Gyeongin est une station de passage de la ligne 1 du métro d'Incheon : elle est située entre la station Gyesan, en direction de Gyeyang le terminus nord de la ligne, et la station Jakjeon, en direction du terminus sud Songdo Moonlight Festival Park.

## Histoire
La station Université nationale de pédagogie de Gyeongin est mise en service le 6 octobre 1999, lors de l'ouverture à l'exploitation de la section, de Dongmak à  Bakchon.
Avant 2010, le métro d'Icheon disposait de son propre système de billetterie, depuis il est intégré dans le système du métro de Séoul. Cette fusion est aussi visible sur les plans du métro de Séoul qui incluent maintenant le métro d'Incheon.

## Services aux voyageurs

### Accès et accueil
La station souterraine est située au 1094 Gyeongmyeongdaero Jiha, elle dispose de six bouches. Comme toutes les stations de la ligne, elle est équipée d'automates pour l'achat de titres de transport valables sur l'ensemble du réseau du métro de Séoul.

### Desserte
Université nationale de pédagogie de Gyeongin est desservie par les rames omnibus qui circulent sur la ligne 1 du métro d'incheon. Elle dispose de deux voies encadrées par deux quais.

### Intermodalité
Des arrêts de bus sont établis à proximité des bouches de la station.